# Scipion Sardini

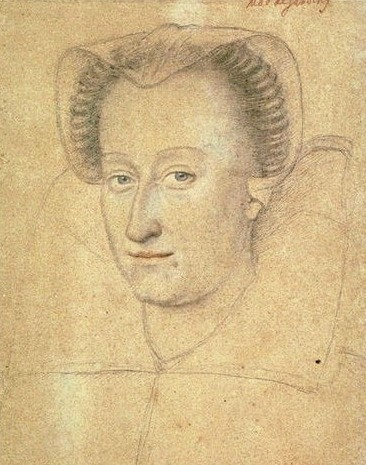
Madame de Sardiny (dessin anonyme, école française, vers 1580 ?) : Portrait d'Isabelle de Limeuil, épouse de Scipion Sardini.

Armes parlantes de la famille Sardini : "d'azur à trois sardines d'argent".

Scipion Sardini, né en 1526 à Lucques en Italie et mort en 1609 à Paris, est un financier français d'origine toscane qui a fait partie des puissants et influents « partisans » italiens de l'entourage de Catherine de Médicis qui prospérèrent à la cour des derniers Valois.

## Biographie

### Une ascension sociale à la cour de Catherine de Médicis
Originaire de Lucques (dont il fut l'ambassadeur en certaines occasions), Scipion Sardini accompagne en France ses frères, agents de grandes maisons italiennes, pour les assister dans leurs activités de négoce.
Il s'installe tout d'abord (avant 1548) à Lyon, où existait une importante communauté lucquoise, avant de s'établir à Paris. Il accumule en peu de temps une fortune considérable grâce à ses activités de financier, mises au service de la couronne dès le début des années 1560, et fit l'acquisition, en 1565, d'un fastueux hôtel parisien qui prit son nom.
En 1567, il épouse Isabelle (ou Isabeau) de la Tour d'Auvergne, demoiselle de Limeuil, une suivante et une lointaine parente de Catherine de Médicis, qui fut la maîtresse de Claude II d'Aumale, de Florimond II Robertet de Fresne et, surtout, du prince de Condé, ainsi que l'égérie de Brantôme et de Ronsard. Entré en grâce à ce mariage dans l'entourage d'une reine dont il partageait l'origine toscane, Sardini est nommé vicomte de Buzancy. La reine-mère lui confère également l'office de « garde des petits sceaux » auprès des petites chancelleries (avril 1572).

Cet exemple de réussite sociale fut suivi par un autre financier lucquois, Sébastien Zamet.

### Le financier des derniers Valois
Les fils de Catherine de Médicis, Charles IX puis Henri III, lui affermèrent la perception de taxes très rentables comme celle sur les importations d'alun (1572) ou celle sur les cabarets et les auberges (1577), ce qui ne fit qu'accroître une fortune qui lui permit de devenir le banquier du roi, du clergé et de plusieurs puissants personnages.
Les banquiers et « partisans » italiens, indispensables à la couronne pour parer les difficultés financières du temps des guerres de religion, exerçaient une influence importante sur la politique fiscale du royaume. Ainsi, quand l'assemblée des notables réunie pendant l'hiver 1583-1584 à Saint-Germain-en-Laye remit en question la ferme des impôts, Sardini et ses compatriotes achetèrent le statu quo en offrant des cadeaux au roi et en versant cent mille écus.

En 1587, Sardini n'hésita pas à publier de son propre chef un édit royal augmentant certains des impôts dont le prélèvement lui était affermé. Arrêté et emprisonné pour faux et malversation à la Conciergerie par le président de la cour des Aides, un certain Le Faure, et un procureur royal, d'Angueschin,, il fut cependant rapidement relâché sur ordre du roi, qui « blâma aigrement, et avec injures atroces » les deux officiers royaux. Il s'en fallut de peu que le roi « ne les frappa[sse] et outragea[sse] de fait », et Le Faure fut condamné à quinze jours de détention en résidence surveillée. Cette colère mémorable d'Henri III est révélatrice du crédit et de la faveur dont Sardini jouissait auprès des derniers Valois.

En contrepartie, Sardini se montra toujours fidèle au camp royal.

### Un affairiste impopulaire
L'accumulation par Sardini d'une fortune considérable, propre à susciter la jalousie, renforcée de plus par les pourcentages prélevés sur des taxes impopulaires, lui attire ce mot d'esprit typiquement parisien :
« Naguère sardine, aujourd'hui grosse baleine ; c'est ainsi que la France engraisse les petits poissons italiens. »

La cupidité et l'avarice prêtées au financier lui vaut également le surnom de « Scorpion Serre-Deniers ».

La richesse notable de Sardini lui attire également des ennuis plus graves que ces quelques quolibets. Il est ainsi enlevé en 1590 sur la route d'Angers à Tours par les frères ligueurs Saint-Offange, qui le séquestrent pendant deux mois au château de Rochefort-sur-Loire et ne le libérèrent qu'en échange d'une rançon de six mille écus.

Plus grave encore, l'impopularité des financiers italiens est à l'origine de l'assassinat, le 15 avril 1575, d'un frère de Scipion par un certain Jacques du Val, puis, le 3 juillet de la même année, d'une émeute parisienne qui fait suite à des heurts entre étudiants et Italiens, et dont l'objectif était le meurtre de Scipion Sardini, de René de Birague, d'Horace Ruccellai, de Louis Dadiacetto (dit Adjacet, comte de Châteauvillain), ainsi que le pillage des demeures de ces riches Italiens. Le roi et sa mère, alertés par Birague, font cependant arrêter les meneurs et déjouent cette « Saint-Barthélémy des Italiens ».

### Le goût des arts et des belles lettres

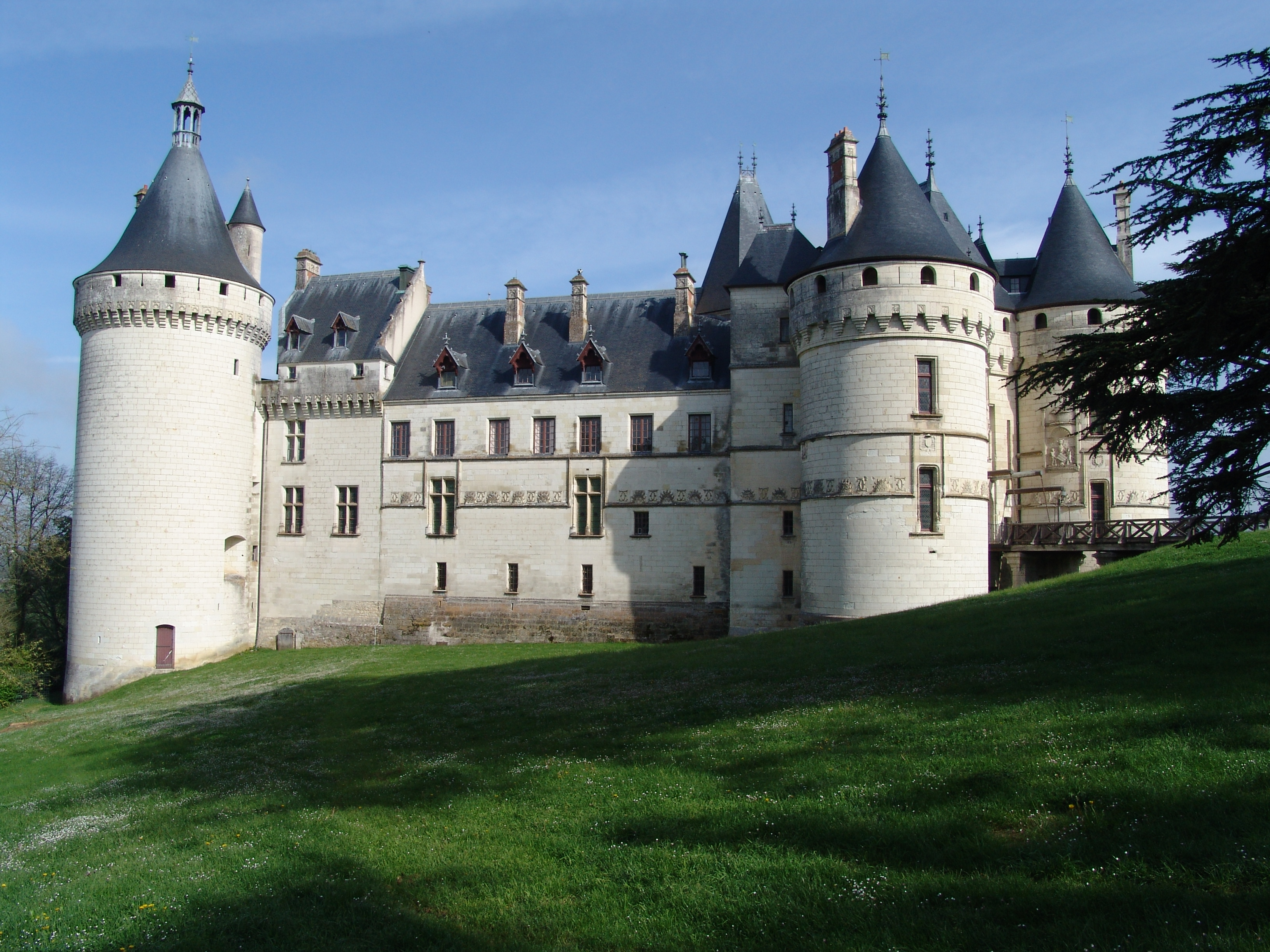
Vicomte de Buzancy et baron de Chaumont, Sardini entra en possession du château de Chaumont-sur-Loire en 1600.

Retiré des affaires sous Henri IV, qui ne l'apprécie guère, Sardini se consacre au mécénat en faveur des arts et des belles lettres, devenant notamment le protecteur du poète Dominique Baudier dit Baudius, auquel il offre le gîte et le couvert ainsi qu'une pension de huit cents francs.

En 1600, il acquiert le château de Chaumont-sur-Loire, qu'il fait décorer de trois grands tableaux (de peintres italiens ?) et d'une détrempe d'Andrea Mantegna représentant respectivement Les Batailles et Le Triomphe de Castruccio Castracani. Castruccio Castracani, condottiere lucquois, appartenait à la famille maternelle de Scipion, les Antelminelli, ce qui explique pourquoi le financier avait acquis les tableaux ainsi qu'une biographie de ce personnage, spécialement commandée à Alde le Jeune et destinée à sa riche bibliothèque.
Il possédait également un bel hôtel particulier à Blois, au 7 de la rue du Puits-Châtel, que l'on surnomme désormais hôtel Sardini, ainsi que le château de Serrant et les seigneuries de Beaufort et de Rochefort, en Anjou.

### Descendance et postérité de Scipion Sardini
Scipion Sardini et Isabelle de Limeuil eurent plusieurs enfants, parmi lesquels deux garçons, Alexandre (1574-1645) et Paul († 1667), qui n'eurent pas de fils et ne purent, par conséquent, transmettre leur nom. 
Si les deux frères furent gentilshommes ordinaires de la chambre du roi, l'un d'eux fut un des financiers et un proche courtisan de Marie de Médicis qui le visita à maintes reprises en son château de Chaumont-sur-Loire. Il prit part aux intrigues de la mère de Louis XIII.
Au XIXe siècle, Balzac a fait de Scipion Sardini un des infortunés personnages de La Chière nuictée d'amour, un de ses Contes drolatiques écrits à la manière de Rabelais. Dans ce conte, qui prend pour toile de fond les préparatifs de la conjuration d'Amboise (1560), Balzac présente Sardini comme l'amant de l'épouse de l'avocat parisien Pierre des Avenelles.

## L'hôtel de la rue Scipion

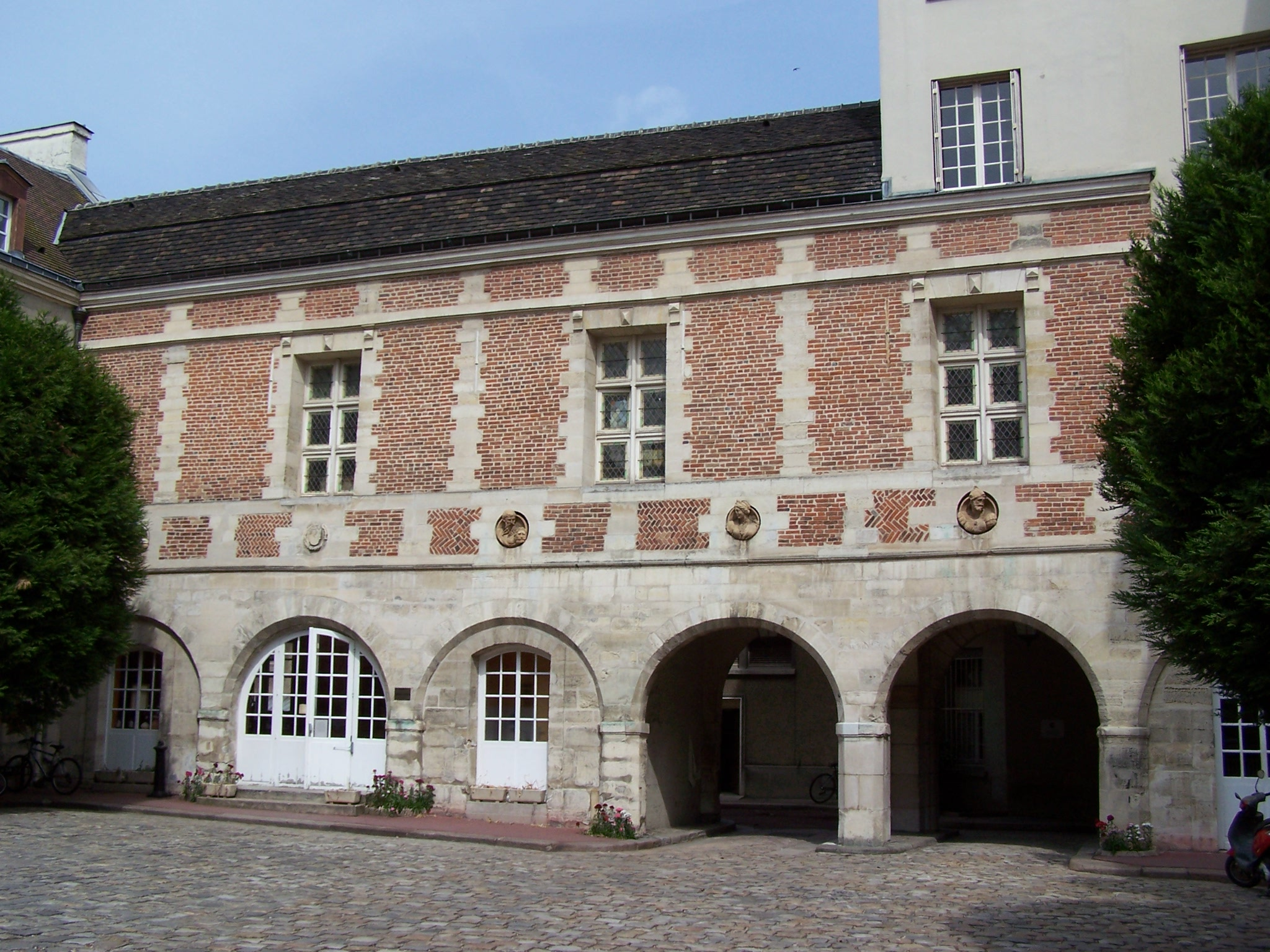
Cour de l'hôtel Scipion.

Construit près du faubourg Saint-Marcel, dans la rue de la Barre (rebaptisée rue Scipion en 1806), à l'écart des nuisances du centre de Paris, l'hôtel de Scipion Sardini, acquis par ce dernier en 1565 mais initialement bâti dans les années 1530-1540 pour Maurice Bullioud, doyen de Saint-Marcel, possédait des jardins qui descendaient vers la Bièvre. Mêlant pierre et brique, cet hôtel de style Renaissance se compose d'un comble bas et d'un étage reposant sur une galerie de six arcades. Ces arcades en plein cintre étaient surmontées de médaillons en terre cuite, inspirés de l'art de Girolamo della Robbia, figurant des bustes de personnages, principalement des femmes et des soldats.
Quatre de ces fragiles médaillons nous sont parvenus et ont été restaurés en 1978 : ils représentent les bustes d'un vieillard barbu à la spalière en forme de tête de lion, d'une femme portant une robe et un collier, d'un guerrier antique (peut-être Scipion l'Africain, en allusion au prénom de Sardini) vêtu d'une cuirasse figurant une tête d'angelot, et d'une femme au sein nu couronnée d'un diadème.
L'hôtel (galeries, toitures, et façade), qui doit peut-être plus aux transformations commandées par Sardini qu'au projet initial conçu pour Maurice Bullioud, est classé Monument historique depuis 1899 et inscrit à la liste depuis 1969.
Sous Henri IV, Sardini habitait également dans la rue Hautefeuille, dans la paroisse Saint-Séverin.

Après la mort du financier, survenue en 1609, l'hôtel de la rue de la Barre fut transformé en hospice en 1622, affecté à l'Hôpital-Général en 1656, puis occupé par la boulangerie des hôpitaux de Paris à la fin du XVIIIe siècle.